# Shravana
Genre
Synonymes
- Nhatrangia Redikorzev, 1938

Shravana est un genre de pseudoscorpions de la famille des Ideoroncidae.

## Distribution
Les espèces de ce genre se rencontrent en Asie.

## Liste des espèces
Selon Pseudoscorpions of the World (version 3.0) :
- Shravana laminata (With, 1906)

et décrites ou placées depuis :
- Shravana afghanica (Beier, 1959)
- Shravana ceylonensis (Mahnert, 1984)
- Shravana charas Harvey, 2016
- Shravana dawydoffi (Redikorzev, 1938)
- Shravana indica (Murthy & Ananthakrishnan, 1977)
- Shravana latens Harvey, 2016
- Shravana magnifica Harvey, 2016
- Shravana pohli (Mahnert, 2007)
- Shravana schwendingeri Harvey, 2016
- Shravana socotraensis (Mahnert, 2007)
- Shravana taitii (Mahnert, 2007)
- Shravana withi Harvey, 2016
- Shravana zhui Gao & Zhang, 2024

## Systématique et taxinomie
Ce genre a été décrit par Chamberlin en 1930 dans les Ideoroncidae.
Nhatrangia a été placé en synonymie par Harvey en 2016 confirmant la proposition de Beier en 1967.

## Publication originale
- Chamberlin, 1930 : « A synoptic classification of the false scorpions or chela-spinners, with a report on a cosmopolitan collection of the same. Part II. The Diplosphyronida (Arachnida-Chelonethida). » Annals and Magazine of Natural History, sér. 10, vol. 5, p. 1-48 & 585-620.